# 矿物学
礦物學是運用物理學（如X光繞射）、化學方法（化學計量）等不同領域來研究礦物的物理性質（包括光學性質）、化學性質、晶體結構、自然分布和狀態的一門科學。在礦物學中，具體研究包括礦物的起源和形成的過程，礦物的分類，它們的地理分佈，以及它們的利用率。

## 礦物與對稱概念
晶格概念、基本對稱元素。推測並模擬礦物生成的環境，在實驗室中生成礦物。

## 晶体结构
- 複合對稱元素、對稱元素的組合。
- 對稱元素的組合、三十二个點群的導出。
- 它们一起组成一个数学对象称为晶体学点群或晶类。
- 米勒指數和極線赤平投影。
- 晶類、晶軸和晶系。
- 晶形。
- 晶體之內部有序對稱。
- 晶類的鑑定。
- 晶體之共生。

## 結晶化學
- 原子結構、原子和離子半徑、以及化學鍵結。
- 金屬鍵晶體、共價鍵晶體和離子鍵晶體。
- 鲍林酸碱经验规律和 AX 結晶構造類型。
- AX2、A2X 和 A2X3 結晶構造類型。
- AmBnXz 結晶構造類型和衍生結晶構造。

## 矽酸鹽礦物學
- 島狀、單鏈狀和雙鏈狀矽酸鹽礦物。
- 片狀、環狀矽酸鹽礦物。
- 架狀矽酸鹽礦物。

## 金屬礦物學
各金屬性質及用途

## 非金屬礦物學
矽酸鹽外之非金屬礦物性質及用途